# Симунје
Симунје је град у источном Есватинију. Познат је као шећерана због своје најпознатије индустрије. Скоро целокупно становништво запослено је у локалној фабрици шећера Royal Swaziland Sugar Corporation.

## Географија
Град се налази око 30 километара јужно од граничног прелаза према Јужној Африци. Гранични прелаз познат је као Гранична капија на територији Есвантинија, односно Манага на Јужноафричкој територији и покрива око 20 километара од граничног прелаза до Мозамбика (познат као Lomahashaon на страни Есвантини и Namaacha на страни Мозамбика).
Лежи мало западније од Лебомбо (планина), око 55 километара северо-источно од Ситеки. Град је географски удаљен око 22 километра северо-западно од Mhlumeni на источној граници, али због планинског венца вероватно је брже стићи за око 100 километара јужном обилазницом кроз Ситеки.

## Спорт
Град је дом фудбалског клуба Краљевски Леопарди.  Поред овог, у Симунјеу је смештен још један фудбалски клуб - RSSC United FC. Заправо, реч је о клубу који је резултат спајања два мања локална клуба - Мулме Јунајтеда и Симунјеа, а име је добио по главном спонзору, групацији фабрике шећера.

## Школе
Град има велики број школа и предшколских установа. Основна школа Thembelisha Preparatory School је једина приватна школа. Постоје две државне основне школе (Ngomane и Lusoti), као и две истоимене средње школе. Lusoti школе су смештене у селу, док су Ngomane школе удаљене 23 километара од њих.

## Становништво
| Година       | 1997  | 2013  |
| ------------ | ----- | ----- |
| Становништво | 5.633 | 5.520 |